# Oonops aristelus
Espèce
Oonops aristelus est une espèce d'araignées aranéomorphes de la famille des Oonopidae.

## Distribution
Cette espèce est endémique de l'île d'Antigua à Antigua-et-Barbuda.

## Description
Le mâle holotype mesure 1,21 mm et la femelle paratype 1,43 mm

## Publication originale
- Chickering, 1972 : « The genus Oonops (Araneae, Oonopidae) in Panama and the West Indies. Part 3. » Psyche, vol. 79, p. 104-115 (texte intégral).